# Давыдов, Николай Владимирович (футболист)
Николай Владимирович Давыдов (род. 5 апреля 1998, Германия) — киргизский футболист, нападающий клуба «Исманинг» и сборной Кыргызстана.

## Клубная карьера
Родился в 1995 году в Германии в семье спортсмена-горнолыжника Владимира Давыдова, представлявшего на международных соревнованиях Кыргызстан.
Занимался в молодёжных командах «Айнтрахт» (Фрайзинг) и «Исманинг». В 2017 году дебютировал в составе «Бухбаха» в четвёртом по силе дивизионе Германии. Проведя два сезона в «Бухбахе», Давыдов возвращается «Айнтрахт» из Фрайзинга, где играет на протяжении следующих трёх сезонов (за исключением периода с июля по август 2021 года, когда футболист представлял «Гархинг»). С 2022 года выступает за «Исманинг» в пятом по силе дивизионе.

## Карьера в сборной
В 2021 году Николай Давыдов получил разрешение от ФИФА выступать за национальную сборную Кыргызстана. Официальный дебют за сборную для Давыдова состоялся 28 марта 2023 года в матче против Индии (0:2) в рамах товарищеского Кубка трех наций.